# ثابت الترابط
ثابت الترابط هو حالة خاصة من ثابت الاتزان kوهو حالة اتزان الترابط الجزيئي ، بمعني التوازن بين عمليات الأتحاد والتفكك. بعد وقت لانهائي من التفاعل ، يتحول المكونات A وB الي النواتج C:
{\displaystyle A+B\rightleftharpoons C}
اتجاه التفاعل يعرف علي انه ثابت اتزان الاتحاد Ka:
{\displaystyle K_{ass}={k_{on} \over k_{off}}={[C] \over [A]\times [B]}} (رتبة ثانية)
وحيث أن ثابت الترابط متعلق بطاقة جيبس الحرة وذلك لتحديد ثابت انحلال الرابطة.نستخدم الاتجاه المعكوس عندما يكون الناتج أو المتشكل من الدرجة الأولي. أما الابعاد في دائما مول mole أو مول لكل لتر mole/L.وهذا تعريف ثابت اتزان التفكك Kdiss:
{\displaystyle K_{diss}={k_{off} \over k_{on}}={[A]\times [B] \over [C]}} (رتبة أولي تفكك)